# Zetazeroalfa
Els ZetaZeroAlfa són un grup musical italià de rock identitari alternatiu i neofeixista. És la banda de referència de CasaPound, el líder i cantant de la qual, Gianluca Iannone, és el president del moviment neofeixista, així com la resta de membres de la banda són tots militants de CasaPound Italia.
Han publicat diversos discos, així com nombroses participacions en recopilacions en l'entorn de la música alternativa i RAC, que inclouen gèneres musicals de diferent tipologia i caracteritzats per continguts polítics de caràcter neofeixista.
En les lletres de les seves cançons tracten els temes típics neofeixistes vinculats tant a l'exaltació i renaixement de la història i terminologia dels anys vint del segle XX com a la crítica a la globalització i al Lliure comerç.
La seva música té un públic predominantment jove, orientat políticament a unir-se a moviments o formacions d'inspiració neofeixista, en particular aquelles vinculades a CasaPound Italia i el seu moviment estudiantil, així com al circuit OSA/ONC ("Occupazioni a Scopo Abitativo" ed "Occupazioni Non Conformi").

## Formació
- Sinevox –veu (1997-present)
- Dr.Zimox – guitarra (1999-present)
- Joey Tucano – guitarra (2007-present)
- John John Purghezio – baix (2006-present)
- Atom Takemura – bateria (1997-present)

## Discografia

### Àlbum d'estudi
- 1999 – La dittatura del sorriso (Rupe Tarpea Productions/Perimetro)
- 2000 – Kriptonite (Rupe Tarpea Productions/Perimetro)
- 2002 – Fronte dell'essere (Rupe Tarpea Productions/Perimetro)
- 2007 – La ballata dello stoccafisso (Rupe Tarpea Productions/Perimetro)
- 2007 – Estremocentroalto (Rupe Tarpea Productions/Perimetro)
- 2010 – Disperato amore (Rupe Tarpea Productions/Perimetro)
- 2017 – Morimondo (Rupe Tarpea Productions/Perimetro)

### Àlbum en viu
- 2005 – Tantebotte - Live in Alkatraz

### Singles
- 1999 – Boicotta

### Compilacions
- 1998 - Mighty Killers - Mighty
- 1999 - Il ghigno feroce del Natale - (Rupe Tarpea Productions/Perimetro) - DDT, Indole e Rockaforte
- 2000 - Panique médiatique - (Rupe Tarpea Productions/Perimetro) - Split amb Ile De France
- 2001 - Vox Europa II - (Rupe Tarpea Productions/Perimetro)
- 2003 - Tutti a casa! - Ain Soph tribute - (Hau Ruck! S.P.Q.R.)
- 2003 - Ain Soph Songs - (Hau Ruck! S.P.Q.R.)
- 2003 - Der Blutharsch/Zetazeroalfa - (Wir Kapitulieren Niemals) Split amb Der Blutharsch
- 2004 - Legione motorizzata Fratelli Omunghus - (Rupe Tarpea Productions/Perimetro)
- 2006 - L'ora della verità - (Rupe Tarpea Productions/Perimetro)
- 2006 - Rock per la verità - (Rupe Tarpea Productions/Perimetro)
- 2006 - Nel dubbio mena - (Rupe Tarpea Productions/Perimetro) -Split amb Hate For Breakfast
- 2007 - Skadafascio - (Rupe Tarpea Productions/Perimetro) - presenti come Zetamaker
- 2007 - European revolution - (Rupe Tarpea Productions/Perimetro) - RACords, Alternative S e Fenris
- 2008 - Summerfest 2007 - 14th July 2007 - Veneto Fronte Skinheads
- 2010 - Italians Do It Better (Rupe Tarpea Productions/Perimetro) - Split amb Still Burnin' Youth, Blind Justice e Ribelli D'Indastria